# Membre correspondant
Un membre correspondant est une personne qui a été distinguée par l’académie ou la société savante d’une ville ou d’un pays dont elle n’est pas résidente.
Effectuant des travaux de recherche, les membres correspondants occupent généralement un poste d’importance dans leur domaine d’étude mais, contrairement aux membres résidents, leur éloignement les empêche assister aux réunions régulières. Leur nom dérive du fait qu’ils s’adressent, pour y suppléer, à leurs collègues résidents, par « correspondance ».
Le développement des transports et des moyens de communication ayant progressivement réduit les problèmes de distance, la signification initiale du terme de « membre correspondant » a évolué. Actuellement, dans la plupart des académies où existe le statut de « membre correspondant », celui-ci correspond à un niveau moins élevé, par rapport aux membres à part entière appelés académiciens. L’Académie des sciences de Russie a ainsi deux niveaux pour les scientifiques russes : membre à part entière ou académicien, le plus haut niveau, et membre correspondant.